# 翁切什蒂鄉 (馬拉穆列什縣)
47°31′N 23°35′E / 47.51°N 23.59°E
翁切什蒂鄉（羅馬尼亞語：Comuna Oncești, Maramureș），是羅馬尼亞的鄉份，位於該國西北部，由馬拉穆列什縣負責管轄，面積207平方公里，海拔高度290米，2007年人口1,540，人口密度每平方公里7人。